# Estación de Colloto
La estación de Colloto es una estación de ferrocarril situada en el municipio español de Siero en el Principado de Asturias. Forma parte de la red de vía estrecha operada por Renfe Operadora a través su división comercial Renfe Cercanías AM. Está integrada dentro del núcleo de Cercanías Asturias al pertenecer a las líneas C-6 (antigua F-6) que une Oviedo con Infiesto, y C-5a (antigua F-9) que une Gijón con Oviedo por El Berrón. Cuenta también con servicios regionales.

## Situación ferroviaria

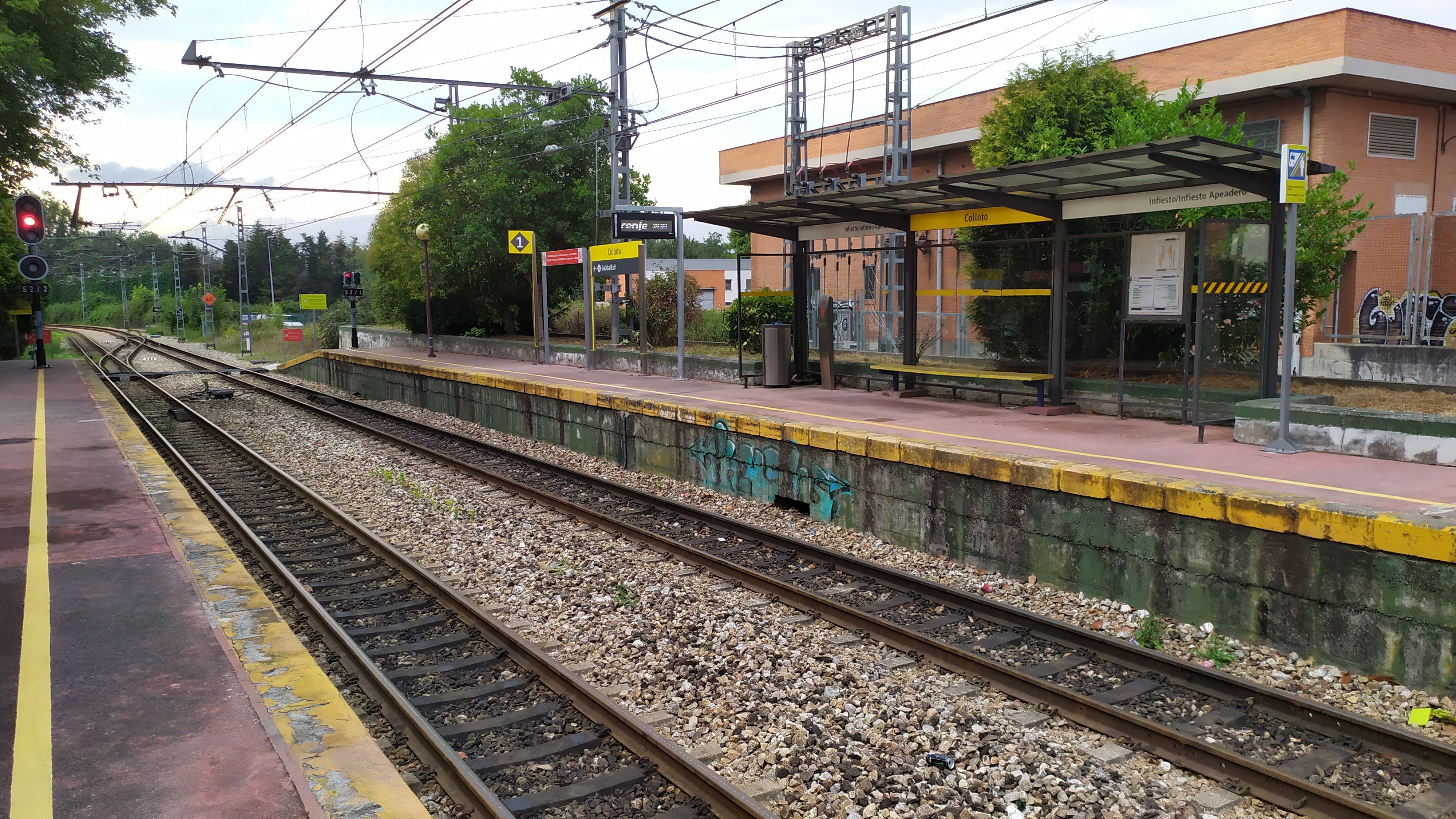
Andenes de la estación

La estación se encuentra en el punto kilométrico 321,1 de la línea férrea de ancho métrico que une Oviedo con Santander, a 170,2 metros de altitud. El tramo es de vía doble y está electrificado.

## Historia
Fue abierta al tráfico el 13 de noviembre de 1891, con la puesta en servicio del tramo Oviedo-Infiesto de una línea que pretendía llegar hasta Llanes. Las obras y la explotación corrieron a cargo de la Compañía de los Ferrocarriles Económicos de Asturias. En 1972, el recinto pasó a depender de la empresa pública FEVE que mantuvo su gestión hasta el año 2013, momento en el cual la explotación fue atribuida a Renfe Operadora y las instalaciones a Adif. 

## Servicios ferroviarios

### Regionales
Los trenes regionales que unen Oviedo y Santander tienen parada en la estación.
| Línea | Origen/Destino | Paradas intermedias | Destino/Origen |
| ----- | -------------- | --- | -------------- |
|       | Oviedo         | La Corredoria · Parque Principado · Colloto · Meres · Fonciello · El Berrón · La Carrera · Pola de Siero · Los Corros · Lieres · El Remedio · Llames · Nava · Fuente Santa · Ceceda · Carancos · Pintueles · Infiesto · Infiesto-Apeadero · Villamayor · Sebares · Soto de Dueñas · Ozanes · Policlínico de Arriondas · Arriondas · Fuentes · Toraño · Cuevas · Llovio · Ribadesella · Camango · Belmonte · Nueva · Villahormes · Posada · Balmori · Celorio · Poo · Llanes · San Roque del Acebal · Vidiago · Pendueles · Colombres · Unquera · Pesúes · San Vicente de la Barquera · El Barcenal · Roiz · Treceño · Cabezón de la Sal · San Pedro de Rudagüera · Puente San Miguel · Torrelavega-Centro | Santander      |

### Cercanías
Forma parte de las líneas C-6 (Oviedo - Infiesto Apeadero) y C-5a (Gijón - El Berrón - Oviedo) de Cercanías Asturias. La primera de ellas tiene una frecuencia de trenes cercana a un tren cada treinta minutos. La cadencia disminuye durante los fines de semana y festivos. La línea C-5a realiza un mínimo de 12 frecuencias diarias en días laborables entre Oviedo y Gijón. La línea se opera únicamente de lunes a sábado.
| procedencia/destino | < estación        | Línea | estación >        | destino/procedencia |
| ------------------- | ----------------- | ----- | ----------------- | ------------------- |
| Gijón               | El Berrón         |       | Parque Principado | Oviedo              |
| Oviedo              | Parque Principado |       | Meres             | Infiesto-Apeadero   |